# Libohovë
Libohovë ([libɔhɔv(ə)]; bepaalde vorm: Libohova) is een stad (bashki) in het zuidoosten van Albanië. De stad telt 3700 inwoners (2011), waarmee het na Pustec en Dropull de derde kleinste stad (bashki) van het land is, en maakt deel uit van de Gjirokastër-prefectuur tegen de Griekse grens. 
Libohovë is genoemd naar de gelijknamige adellijke familie Libohova, die gedurende verschillende eeuwen de lokale machthebbers in de stad leverde, en wier leden tot het interbellum een belangrijke rol in de Albanese politiek hebben gespeeld.

## Geschiedenis
Libohovë kende haar bloeiperiode in de 19e eeuw. Aan het begin ervan sloten de Libohova's een alliantie met Ali Pasja, die in die tijd over heel Epirus heerste. Ali Pasja huwelijkte een van zijn zusters uit in Libohovë en nam de stad vanaf dat ogenblik in zijn bescherming. Libohovë werd een belangrijke marktstad in de regio, en telde destijds meer dan 15.000 inwoners. Ook na de val van Ali Pasja verzekerde de familie Libohova nog enkele decennia de verdere ontwikkeling van de stad. Op het einde van de eeuw begon de neergang en de emigratie, die door repressiemaatregelen in de communistische periode slechts vertraagd werd, en sinds de politieke ommekeer in 1990 opnieuw sterk is toegenomen.
Tijdens de Tweede Wereldoorlog was Libohovë een centrum van de communistische partizanenbeweging. Het stadje kon reeds in februari 1943 worden bevrijd, terwijl het nabijgelegen Gjirokastër nog meer dan een jaar langer door de Duitsers werd bezet.

## Geografie
Libohovë ligt op de glooiingen van de Bureto- en Lunxhëribergen boven het dal van de Drino, de belangrijkste zijrivier van de Vjosë. In vogelvlucht ligt de stad slechts 15 kilometer van de Griekse grens verwijderd.

### Bestuurlijke indeling
Administratieve componenten (njësitë administrative përbërëse) na de gemeentelijke herinrichting van 2015 (inwoners tijdens de census 2011 tussen haakjes):
Libohovë (1992) • Qendër Libohovë (1264) • Zagorie (411).
De stad wordt verder ingedeeld in 18 plaatsen: Bulo, Doshnicë, Drino, Hoshtevë, Konckë, Labovë e Poshtme, Labovë e Sipërme, Libohovë, Lliar, Nderan, Nepravishtë, Nivan, Sheper, Stegopull, Suhë, Topovë, Vithuq, Zhej.

## Bevolking
In de volkstelling van 2011 telde de (voormalige) gemeente Libohovë 1.992 inwoners, een daling vergeleken met 2.307 inwoners op 1 april 2001. De bevolking bestaat grotendeels uit etnische Albanezen (88,35 procent), gevolgd door kleinere aantallen Grieken (2,21 procent) en Aroemenen (0,10 procent).
Van de 1.992 inwoners waren er 371 tussen de 0 en 14 jaar oud, 1.376 inwoners waren tussen de 15 en 64 jaar oud en 245 inwoners waren 65 jaar of ouder.

#### Religie
Libohovë heeft een gemengde religieuze bevolking. Moslims en leden van de Albanees-Orthodoxe Kerk vormen de grootste geloofsgemeenschappen. 
| Religieuze samenstelling in de plaats (bashki) Libohovë | Religieuze samenstelling in de plaats (bashki) Libohovë | Religieuze samenstelling in de plaats (bashki) Libohovë | Religieuze samenstelling in de plaats (bashki) Libohovë | Religieuze samenstelling in de plaats (bashki) Libohovë | Religieuze samenstelling in de plaats (bashki) Libohovë |
| Deelgemeente                                            | Aantal inwoners (census 2011)                           | Islam (%)                                               | Katholieke Kerk in Albanië (%)                          | Albanees-Orthodoxe Kerk (%)                             | Bektashi (%)                                            |
| ------------------------------------------------------- | ------------------------------------------------------- | ------------------------------------------------------- | ------------------------------------------------------- | ------------------------------------------------------- | ------------------------------------------------------- |
| Libohovë                                                | 1.992                                                   | 50,25                                                   | 1,36                                                    | 3,16                                                    | 4,67                                                    |
| Qëndër Libohovë                                         | 1.264                                                   | 47,23                                                   | -                                                       | 26,34                                                   | 0,87                                                    |
| Zagori                                                  | 411                                                     | 1,46                                                    | 0,49                                                    | 88,56                                                   | 0,49                                                    |
| Libohovë                                                | 3.667                                                   | 43,74                                                   | 0,79                                                    | 20,73                                                   | 2,89                                                    |

## Stadsbeeld, bezienswaardigheden en toerisme
Het ooit relatief drukke Libohovë geeft vandaag een vrij landelijke indruk. Door het centrum loopt een lange boulevard waarlangs zich overwegend bouwwerken uit het communistische tijdperk bevinden. Een ouder complex, uit de 19e eeuw, was de woning van de lokale heersers van de Libohova-familie. Buiten het onmiddellijke centrum bestaat het stedelijke grondgebied voornamelijk uit boerderijen, waartussen zich grote braakliggende terreinen en tuinen uitstrekken. Hier en daar zijn nog ruïnes van de vroegere bebouwing te zien.
Libohovë kan als uitvalsbasis worden gebruikt voor trektochten in de bergachtige omgeving. Op het centrale plein bevindt zich een tweetal hotels, waaronder het voormalige staatshotel uit de communistische periode.

### Bezienswaardigheden
- Het opmerkelijkste gebouw van de stad is het Kasteel van Libohovë (Kalaja e Libohovës), dat dateert van circa 1800 en door Ali Pasja werd gebouwd.
- Op een eigen begraafplaats van de Libohova's ligt een zus van Ali Pasja, Shanishaja, begraven. Het kerkhof is vandaag de dag echter volledig overwoekerd, en het is niet mogelijk zelf uit te maken welk graf Shanishaja toebehoort.
- In het hart van de stad ligt het opvallende huis van Myfit Libohova (1876-1926), die negenmaal minister was in de eerste regeringen na Albaniës onafhankelijkheid in 1912.
- In een hoek van het centrale plein staat een enorme, meer dan 500 jaar oude oosterse plataan (Platanus orientalis), die een van de grootste bomen van zijn soort in Europa en de grootste op de Balkan zou zijn. De plataan is 25 à 30 meter hoog, en eronder bevindt zich een restaurantterras.
- De Mariakerk (Kisha e Shën Mërisë) van Labova e Kryqit dateert gedeeltelijk van de 6e eeuw en is een van de oudste kerken in Albanië. Volgens de dorpelingen werd de bouw ervan bevolen door de Byzantijnse keizer Justinianus I (527-565), en offreerde hij er een fragment van het Heilige Kruis voor.
- In Melan staat de 19e-eeuwse Teqe (klooster) van Melan (Teqeja e Melanit), een van de belangrijkste heiligdommen van het bektashisme, een met name in Albanië sterk vertegenwoordigde soefistische orde. De teqe ligt op de top van een heuvel, van waarop men een mooi panorama heeft op de Drinovallei. Op de heuvel zijn restanten van verdedigingsmuren te zien die minstens tot de 4e eeuw voor Christus teruggaan. Tegenover de teqe bevindt zich een tyrbe (grafmonument).

## Vervoer
Libohovë ligt aan de autoweg SH4, die de havenstad Durrës met Griekenland verbindt. Er is een dagelijkse ochtendlijke busverbinding tussen Gjirokastër en Libohovë. Het traject neemt per auto circa een halfuur in beslag, per bus iets langer.

## Geboren
- Vasilios van Dryinoupoleos (1858-1936), Grieks-orthodox bisschop en minister van Justitie en Religieuze Zaken van de Autonome Republiek Noord-Epirus (Labova e Kryqit)
- Kadri Gjata (1865-1912), leraar, patriot en schrijver
- Myfit Libohova (1876-1926), minister
- Avni Rustemi (1895-1924), leraar, activist en parlementslid
- Servet Libohova, burgemeester van Tirana (1915-1916)
- Abedin Nepravishta, burgemeester van Tirana (1933-1935 en 1937-1939)